# Athletic Club Sparta Praha fotbal 2001-2002
Questa voce raccoglie le informazioni riguardanti l'Athletic Club Sparta Praha fotbal nelle competizioni ufficiali della stagione 2001-2002.

## Stagione
Lo Sparta Praga arriva alle spalle dello Slovan Liberec in campionato.
In coppa estromettono Chabry (1-8), Kladno (0-2), MSA Dolní Benešov (1-3), Marila Příbram (2-1), Baník Most (2-0) arrivando in finale: i rivali concittadini dello Slavia Praga vincono per 2-1 l'incontro.
In UEFA Champions League i cechi sono inseriti nel gruppo H assieme a Bayern Monaco, Feyenoord e Spartak Mosca: i granata perdono solo in casa contro il Bayern Monaco (0-1) pareggiano in Germania (0-0), vincendo entrambe le sfide contro il Feyenoord (4-0 a Praga e 0-2 a Rotterdam), pareggiando a Mosca 2-2 e vincendo a Praga 2-0 contro lo Spartak; gli 11 punti totalizzati consentono alla società di Praga il passaggio del turno dietro al Bayern Monaco.
Nella seconda fase a gironi lo Sparta Praga incontra Real Madrid, Panathīnaïkos e Porto: rimedia due sconfitte contro gli spagnoli (2-3 a Praga e 3-0 a Madrid), due sconfitte contro i greci (0-2 a Praga e 2-1 ad Atene) e due vittorie contro i portoghesi (0-1 a Oporto e 2-0 a Praga) ma la società conclude il girone al terzo posto uscendo dalla competizione.

## Calciomercato
Vengono ceduti Blažek (Marila Příbram), Kolar (Dynamo České Budějovice), Poštulka (Teplice), Hornak (LASK Linz), Lengyel (Teplice), Novotný (Slavia Praga), Koloušek (Slovan Liberec), Lázzaro (Salernitana), Siegl (Marila Příbram), nell'ottobre del 2001 Svoboda (Westerlo), e nel gennaio del 2002 Labant (al West Ham per 1,4 milioni di euro), Obajdin (Omonia) e Hašek (Austria Vienna).
Vengono acquistati Čech (dal Chmel Blšany per 600 000 euro), Špit (Marila Pribram), Horák, Michalik (Slovan Liberec), Zelenka (dal Westerlo per 800 000 euro), Zavadil, Abanda, Hübschman (Jablonec), Babnic (Inter Bratislava), Hartig e nel gennaio del 2002 Čížek (dallo Jablonec per 350 000 euro), Klein, Blaha (Synot) e Tuma (Drnovice).

## Organico

### Rosa
| N. |                       | Ruolo | Calciatore         |
| -- | --------------------- | ----- | ------------------ |
| 1  | Rep. Ceca (bandiera)  | P     | Michal Špit        |
| 2  | Rep. Ceca (bandiera)  | D     | Zdeněk Grygera     |
| 3  | Croazia (bandiera)    | D     | Ivica Križanac     |
| 5  | Rep. Ceca (bandiera)  | D     | Jan Flachbart      |
| 7  | Rep. Ceca (bandiera)  | C     | Lukáš Zelenka      |
| 8  | Rep. Ceca (bandiera)  | C     | Jiří Novotný       |
| 9  | Rep. Ceca (bandiera)  | A     | Marek Kincl        |
| 10 | Slovacchia (bandiera) | C     | Rastislav Michalík |
| 11 | Rep. Ceca (bandiera)  | A     | Vítězslav Tuma     |
| 12 | Rep. Ceca (bandiera)  | A     | Lukáš Hartig       |
| 13 | Rep. Ceca (bandiera)  | D     | Martin Klein       |
| 14 | Rep. Ceca (bandiera)  | C     | Libor Sionko       |
| 15 | Rep. Ceca (bandiera)  | D     | Martin Horák       |
| 16 | Rep. Ceca (bandiera)  | D     | Tomáš Hübschman    |
| 17 | Rep. Ceca (bandiera)  | P     | Petr Čech          |

| N. |                       | Ruolo | Calciatore        |
| -- | --------------------- | ----- | ----------------- |
| 18 | Rep. Ceca (bandiera)  | A     | Radim Holub       |
| 19 | Rep. Ceca (bandiera)  | A     | Ľubomír Blaha     |
| 20 | Rep. Ceca (bandiera)  | C     | Jiří Jarošík      |
| 21 | Rep. Ceca (bandiera)  | A     | Tomáš Jun         |
| 22 | Rep. Ceca (bandiera)  | C     | Tomáš Čížek       |
| 23 | Rep. Ceca (bandiera)  | C     | Petr Papoušek     |
| 24 | Camerun (bandiera)    | D     | Patrice Abanda    |
| 25 | Slovacchia (bandiera) | A     | Peter Babnič      |
| 26 | Rep. Ceca (bandiera)  | C     | Radomír Slončík   |
| 27 | Rep. Ceca (bandiera)  | D     | Radek Mynář       |
| 28 | Rep. Ceca (bandiera)  | C     | Pavel Zavadil     |
| 29 | Rep. Ceca (bandiera)  | C     | Vlastimil Svoboda |
| 31 | Rep. Ceca (bandiera)  | D     | Pavel Mareš       |
| 32 | Rep. Ceca (bandiera)  | D     | Michal Žižka      |

### Staff tecnico
Jan Stejskal è l'allenatore dei portieri.